# Marvel vs. Capcom 2: New Age of Heroes
Marvel vs. Capcom 2: New Age of Heroes är den fjärde delen av Marvel vs. Capcom-serien utvecklad av Capcom. Spelet släpptes år 2000 till arkadmaskin.

## Karaktärer

### Marvel-karaktärer
- Blackheart
- Cable
- Captain America
- Colossus
- Cyclops
- Doctor Doom
- Gambit
- Hulk
- Iceman
- Iron Man
- Juggernaut
- Magneto
- Marrow
- Omega Red
- Psylocke
- Rogue
- Sabretooth
- Sentinel
- Shuma-Gorath
- Silver Samurai
- Spider-Man
- Spiral
- Storm
- Thanos
- Venom
- War Machine
- Wolverine

### Capcom-karaktärer
- Akuma
- Amingo
- Anakaris
- B.B. Hood
- Cammy White
- Captain Commando
- Charlie
- Chun-Li
- Dan Hibiki
- Dhalsim
- Felicia
- Guile
- Hayato Kanzaki
- Jill Valentine
- Jin Saotome
- Ken Masters
- M. Bison
- Mega Man
- Morrigan Aensland
- Roll
- Ruby Heart
- Ryu[förtydliga]
- Sakura Kasugano
- Servbot
- Sonson
- Strider Hiryu
- Tron Bonne
- Zangief